# The Russian Peasant
The Russian Peasant è un cortometraggio muto del 1912 diretto da George Melford. Prodotto dalla Kalem Company e interpretato da Carlyle Blackwell, William H. West e Alice Joyce, il film uscì nelle sale il 17 gennaio 1912.

## Trama
Trama e critica su Stanford.edu

## Produzione
Il film fu prodotto dalla Kalem Company.

## Distribuzione
Distribuito dalla General Film Company, il film - un cortometraggio in una bobina - uscì nelle sale statunitensi il 17 gennaio 1912.